# Supermujeres, Superinventoras
Supermujeres, SuperInventoras. Ideas brillantes que transformaron nuestra vida és un llibre de divulgació científica de l'escriptora i il·lustradora Sandra Uve, publicat per Lunwerg (Grup Planeta) el 2018.
El llibre presenta una col·lecció de més de 90 biografies de dones inventores que l'autora recupera de l’oblit per reivindicar el talent i treball d’aquestes dones que, com a representants de moltes altres, no han passat als llibres d’història.
Ha estat traduït al coreà i publicat per la mateixa editorial.

## Contingut
En els darrers anys han estat múltiples les iniciatives per reduir la bretxa de gènere i augmentar el reconeixement històric del rol de la dona dins la societat. Una de les àrees professionals amb major desequilibri és el de les tecnològiques, conegudes amb les sigles STEM, que representen menys de la quarta part de les carreres universitàries seleccionades per dones. La manca de vocacions resulta especialment greu en el camp de la recerca. Entre altres raons, la manca de referents femenins fa que les nenes no identifiquin aquestes àrees com una sortida professional i, fins i tot, considerin que són professions exclusivament per homes.
Perseguint la idea de comptar amb referents femenins, Sandra Uve va iniciar un projecte de recerca el 2015 sobre dones inventores. Fruit d'aquesta investigació, l'autora ha inventariat prop de 3.000 dones, de les que quasi 300 estan documentades. Des del 2017 fins a la publicació d'aquest llibre, una exposició itinerant amb els continguts d'una mostra de les inventores més populars, va recórrer centenars de biblioteques i centres d'Espanya.
El llibre conté una selecció de 96 d'aquestes inventores amb una ressenya sobre la biografia, la idea, l'invent, les patents i les circumstàncies personals a causa dels condicionaments socials i culturals que les van impedir figurar com les autèntiques inventores.
En paraules de l'autora: "És un homenatge a unes dones fortes, somiadores, tenaces, sensibles, intrèpides, les quals van impulsar un diàleg transversal i van desenvolupar noves mirades a la realitat d'altres dones".